# Maximilian Speck von Sternburg

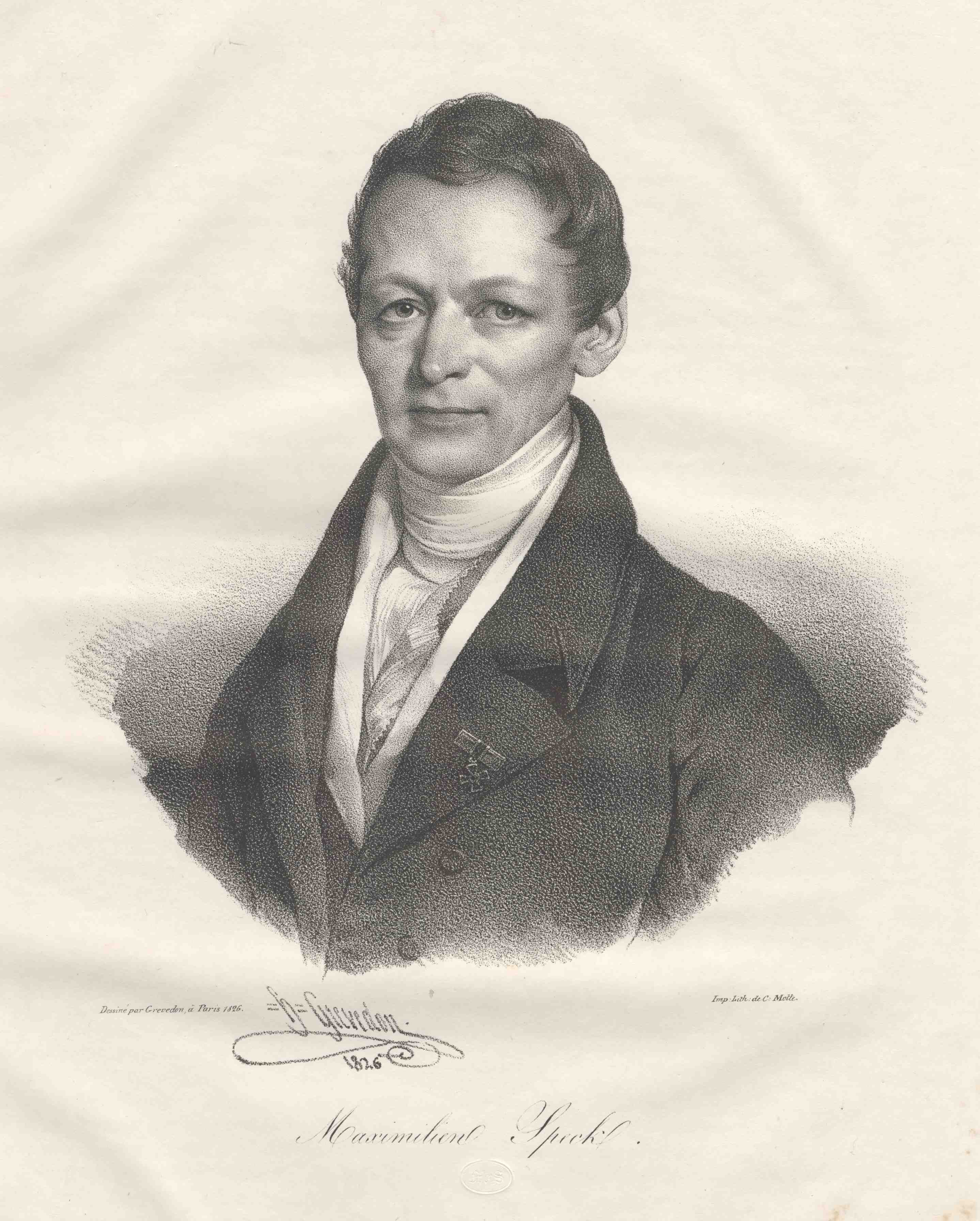
Porträt (1826)

Herrenhaus des Ritterguts Lützschena, um 1860

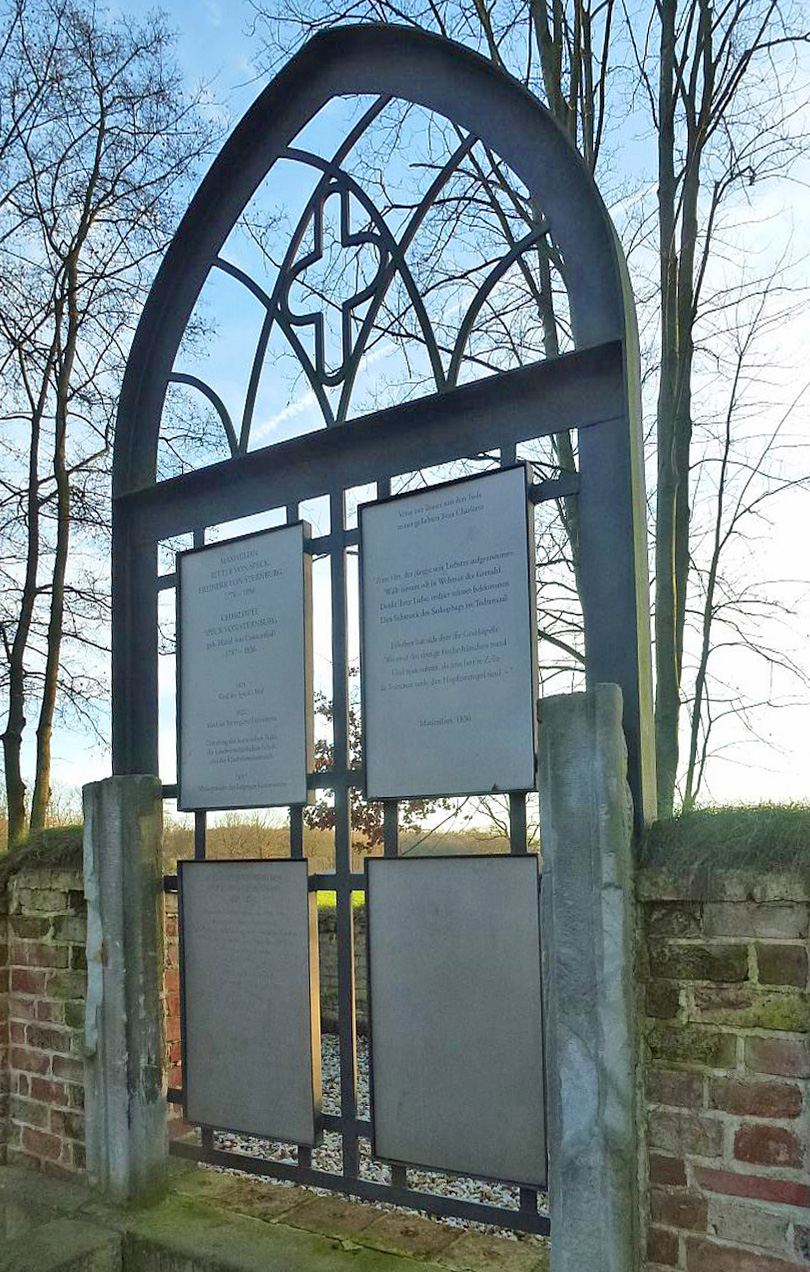
Grab im Schlosspark

Maximilian Speck, seit 1829 Freiherr Speck von Sternburg (* 30. Juli 1776 in Gröba; † 22. Dezember 1856 in Leipzig) war ein deutscher Kaufmann, Unternehmer und Kunstsammler.

## Leben
Maximilian Speck kam in Gröba bei Meißen im Gasthof seiner Eltern Maximilian Leonard Adam Speck und Anna Christine, geb. Waldenburger, zur Welt und lebte in den ersten Lebensjahren unter einfachen Verhältnissen. Im Alter von 14 Jahren erhielt er in Beucha durch den Pfarrer Friedrich Gottlob Stephani eine schulische Ausbildung, in Leipzig arbeitete er ab dem gleichen Jahr in einer Tuchwarenhandlung als Handlungsgehilfe. 1796 nahm er die Tätigkeit in der Leipziger Wollhandelsfirma Beyer & Comp. auf. Im Umgang mit Handelspartnern bewies er diplomatisches Geschick, Reisen im Auftrag seines Arbeitgebers führten ihn durch mehrere europäische Länder, bei denen er seine Kenntnisse im Wollhandel vertiefte. 1815 erwarb Speck in Leipzig das Gebäude Reichsstraße, Ecke Schuhmachergäßchen, das er in den kommenden Jahren für seine geschäftlichen Zwecke aus- und umbaute. Noch heute ist das Haus, welches zwischen 1908 und 1929 sein heutiges Aussehen erhielt, als Specks Hof bekannt. Im Jahr 1817 richtete er in Wien eine Handlung für Wollsortierungen ein, weitere folgten in anderen europäischen Städten.
1818 löste sich Beyer & Comp. auf, Speck war zu diesem Zeitpunkt schon Teilhaber. Er gründete unmittelbar im Anschluss ein eigenes Handelshaus, das unter dem Namen Wollhandlung, auch Kommissionslager niederländischer Tuche und Cashmire firmierte. Aufgrund seiner schon bisher gewonnenen europäischen Kontakte und geschäftlichen Beziehungen folgten rasch weitere Niederlassungen in Wien, Aachen, Antwerpen und London. Neben Wolle gehörten auch in großem Umfang unter anderem Hasenfelle, Kupfer, Talg und Schweineborsten zu den Handelswaren des Unternehmens.
Bereits teilweise vor Gründung des eigenen Handelshauses errang Speck Erfolge in der Landwirtschaft, insbesondere in der Viehzucht, wobei er sich auf die Zucht von Hornvieh aus der Schweiz und auf die Schafzucht konzentrierte. 1822 kaufte Speck das Rittergut Lützschena samt Brauhaus, um dort die Zucht von sogenannten Elektoralschafen einzuführen, einer sächsischen Zuchtrichtung der Merinoschafe. Mit dem Lützschenaer Rittergut wurden auch die Lehngüter Freiroda, Quasnitz, Hänichen, Radefeld und die Kritzschiner Mark erworben. Lützschena entwickelte sich schnell zu einem landwirtschaftlichen Mustergut. Nach dem Kauf des Rittergutes ließ er in den nächsten Jahren den dazugehörigen Schlosspark nach englischem Vorbild umgestalten.
1825 nahm Speck eine Einladung nach Russland an, um Musterbetriebe für die Schafzucht einzurichten und effiziente Arten des Feldbaus vorzustellen. Bevor er zu diesem Zweck das Land bereiste, erhielt er beim ersten Empfang in der Residenz Zarskoje Selo des Zaren Alexander I. durch diesen den Wladimir-Orden, verbunden mit der Ernennung zum Ritter von Speck. 1829 hielt er sich auf Einladung von König Ludwig I., mit dem er schon vorher in Briefkontakt stand, in Bayern auf. Durch Ludwig I. wurde von Speck in den Freiherrnstand erhoben und auf eigenen Wunsch durch den Namenszusatz  von Sternburg im Titel ergänzt. In Bayern pachtete Speck von Sternburg zum Zweck der Schafzucht das Kloster Sankt Veit und das damalige Staatsgut Schloss Fürstenried. In dieser Zeit entstand auch das Wappen der Familie Speck von Sternburg. Aus Sankt Veit brachte er den bis dahin dort tätigen Braumeister mit nach Lützschena, der die Rittergutsbrauerei zu einem Brauhaus bayerischer Art umwandelte. Die Brauerei bezog 1836 ein neues und großes Areal außerhalb des Schlossparks, im gleichen Jahr begann Speck von Sternburg auch mit dem eigenen Hopfenanbau.
1846 zog sich Speck von Sternburg von seinen Handelsgeschäften zurück, die letzten Lebensjahre verbrachte er zurückgezogen im Herrenhaus des Schlossparks und in seinem Stadthaus in Leipzig. In Lützschena selbst gründete Speck von Sternburg eine landwirtschaftliche Schule und Lehranstalt und stiftete 1847 eine Kleinkinder-Bewahranstalt.

## Familie
1811 heiratete Speck Charlotte Hänel von Cronenthal (1787–1836), Tochter des Leipziger Seidengroßhändlers, Ratsherren und Bürgermeisters Christian Friedrich Hänel. Aus der Ehe gingen fünf Kinder hervor: Carl Maximilian (1812–1884), Maria (1813–1881), Hermann Maximilian (1814–1851), Anna (1816–1891, spätere Gräfin von Bohlen) und Alexander Maximilian (1821–1911). Die älteste Tochter Maria heiratete 1837 den österreichischen Freiheitskämpfer, Staatsmann und Schriftsteller Joseph von Hormayr und verbrachte ihre letzten Lebensjahrzehnte als Baronin von Hormayr zu Hortenburg in München. Der jüngste Sohn Alexander Maximilian gründete im englischen Leeds 1849 eine eigene Wollhandelsfirma, bevor er 1856 das Erbe seines Vaters in Lützschena antrat. 1876 vergrößerte und modernisierte er die Lützschenaer Brauerei.
Einer der Enkel Maximilians, Hermann Speck von Sternburg, war als deutscher Diplomat in verschiedenen Ländern tätig, in den USA als Botschafter des Deutschen Kaiserreiches. Er wird noch heute in Zusammenhang mit der Geschichte des New Yorker Stadtteils Little Germany erwähnt. Auch Hermann Speck von Sternburg war Kunstsammler, ein Teil seiner asiatischen Sammlung übergab er dem Museum für Völkerkunde in Leipzig.
Das Grab Maximilians Speck von Sternburg und das seiner Ehefrau Charlotte liegen im Schlosspark Lützschena, wo seine Nachkommen auch eine Familiengruft hatten.

## Familienarchiv Speck von Sternburg
Das Familienarchiv Speck von Sternburg befand sich bis 1945 im Schloss Lützschena. Im Zusammenhang mit der Enteignung und Vertreibung der Eigentümer sind Ritterguts- und Familienunterlagen an die Gemeinde bzw. das Stadtarchiv Leipzig abgegeben worden und gelangten ab 1955 an das damalige Landesarchiv Leipzig. Daneben waren weitere Teile des Familienarchivs bei Familienangehörigen verblieben bzw. wurden im Pfarrhaus Lützschena gesichert. Diese und weitere von ihm gesammelte Dokumente übergab Wolf-Dietrich Speck von Sternburg in den Jahren 2015 und 2016 an das Sächsische Staatsarchiv, Staatsarchiv Leipzig als Depositum für eine unbegrenzte Dauer. Der Bestand 22382 Familienarchiv Speck von Sternburg ist im Oktober 2015 erstmals der Öffentlichkeit vorgestellt und kann online recherchiert werden.
Das Staatsarchiv Leipzig zeigte von November 2017 bis Mai 2018 die Ausstellung Maximilian Speck von Sternburg und seine Erben. Darin wurden sowohl die familiären Beziehungen über sechs Generationen als auch die Leistungen einzelner Familienmitglieder im Wirtschafts- und Kulturbereich sichtbar gemacht. Die Ausstellung wurde im September 2020 in überarbeiteter Form online zugänglich gemacht.

## Kunstsammler

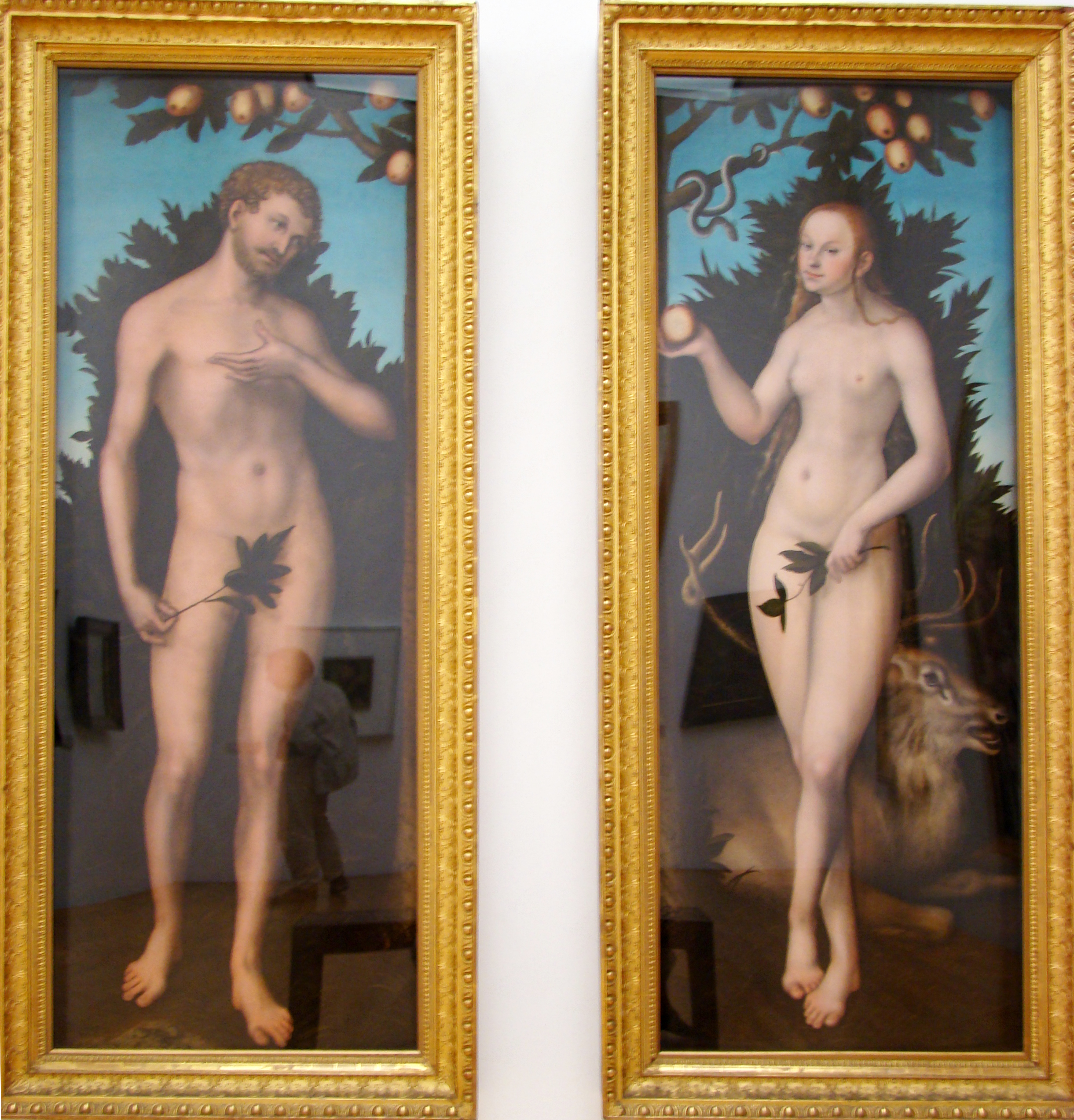
Adam und Eva (Cranach)

Auf seinen Reisen durch Europa trug Speck von Sternburg eine umfangreiche Kunstsammlung zwischen 1807 und 1832 zusammen. Er erwarb Gemälde deutscher, niederländischer, italienischer, französischer und spanischer Meister aus berühmten Sammlungen in Wien, Rom oder Brüssel. Seit 1822 präsentierte er die Sammlung auf seinem Landgut Lützschena bei Leipzig in einer vielbesuchten Galerie. Die durch den Sohn Alexander Maximilian maßgeblich erweiterte Sammlung befand sich dort bis 1945 und ist heute Dauerleihgabe der Maximilian Speck von Sternburg Stiftung im Museum der bildenden Künste Leipzig.  Neben der Kunstsammlung sind auch noch die etwa 500 erhaltenen von ursprünglich fast 1000 Titeln der historischen Familienbibliothek Teil der Stiftung. Maximilian Speck war auch einer der Mitbegründer des Leipziger Kunstvereins.

## Werke
- Verzeichniß der von Speck’schen Gemälde-Sammlung: mit darauf Beziehung habenden Steindrücken, herausgegeben und mit historisch-biographischen Bemerkungen begleitet vom Besitzer derselben. [Leipzig] 1827.
- Spaziergang nach Lützschena und dessen Umgebungen: ein Wegweiser für Freunde der Natur, Kunst und Landwirthschaft. Teubner, Leipzig 1830.
- Zweites Verzeichniss der Gemälde-Sammlung sowie der vorzüglichsten Handzeichnungen, Kupferstiche, Kupferstichwerke und plastischen Gegenstände des Freiherrn v. Speck-Sternburg, Erb-Lehn- und Gerichtsherrn auf Lützschena in Sachsen, Freyroda in Preussen, St. Veit in Bayern etc. etc. …, herausgegeben und mit historisch-biographischen Bemerkungen und Erklärungen begleitet von dem Besitzer derselben. Tauchnitz, Leipzig 1837 (Digitalisat).
- Der Hopfenbau, wie solcher seit 1836 mit dem glücklichsten Erfolge auf dem Rittergute Lützschena bei Leipzig betrieben wird: nebst Abbildungen mehrerer Werkzeuge, welche zum Hopfenbau nöthig sind. Tauchnitz, Leipzig 1839.
- Darstellung des Hopfenbaues, wie derselbe nach Anordnung des Freiherrn Max. von Speck-Sternburg […] auf seinem Gute St. Veit bei Landshut in Oberbayern betrieben wird. Tauchnitz, Leipzig 1840.
- Verzeichniss der Gemälde-Sammlung des Freiherrn v. Speck-Sternburg, hrsg. u. mit historisch-biograph. Bemerkungen u. Erklärungen begleitet vom Besitzer derselben. Tauchnitz, Leipzig 1840.
- Landwirthschaftliche Beschreibung des Ritterguts Lützschena bei Leipzig, mit seinen Gewerbszweigen. Tauchnitz, Leipzig 1842 (Digitalisat).
- Ansichten und Bemerkungen über Malerei und plastische Kunstwerke. Tauchnitz, Leipzig 1846.
- Karsten Hommel (Hrsg.): „Es giebt nur ein Paris in der Welt“: Edition der Reisetagebücher des Ritters Maximilian von Speck, Freiherrn von Sternburg (1776–1856), aus Anlass seines 150. Todesjahres und des 10-jährigen Bestehens der gleichnamigen Stiftung. Leipzig 2006. ISBN 3-938543-25-6